# Sage Stallone
Sage Moonblood Stallone (Los Angeles, 5 maggio 1976 – Los Angeles, 13 luglio 2012) è stato un attore statunitense.

## Biografia
Sage Stallone nacque dal primo matrimonio tra l'attore Sylvester Stallone e Sasha Czack. Esordì al cinema in Rocky V (1990), nel ruolo del figlio di Rocky Balboa (che era stato interpretato dal fratello minore Seargeoh nel secondo capitolo). Recitò poi in un'altra pellicola insieme al padre, Daylight - Trappola nel tunnel (1996), impersonando uno dei pochi superstiti nel tunnel. Nello stesso anno, a soli vent'anni, fu cofondatore della compagnia Grindhouse Releasing, insieme a Bob Murawski; il marchio di questa società verrà utilizzato dall'amico Quentin Tarantino nelle scene iniziali dei film Kill Bill vol. 1 e Grindhouse. Nel 2006 rifiutò la parte nel film Rocky Balboa, dove avrebbe dovuto interpretare nuovamente il figlio del pugile: il ruolo andò poi a Milo Ventimiglia.

### La morte
Il 13 luglio 2012 Sage Stallone fu trovato morto nel suo appartamento a Studio City, Los Angeles, all'età di 36 anni, dalla donna di servizio che chiamò subito l'ospedale e la polizia di Los Angeles. La portavoce di Sylvester Stallone, Michelle Bega, rilasciò una breve dichiarazione il 14 luglio: «Stallone è distrutto e sopraffatto dal dolore della perdita improvvisa del figlio. I suoi pensieri vanno alla madre di Sage, Sasha. Sage era un giovane pieno di talento, una persona meravigliosa. La sua perdita sarà sentita per sempre».
Il 15 luglio Sylvester Stallone chiamò il sito TMZ.com e rilasciò la prima dichiarazione diretta, senza portavoce. «Sono addolorato, voglio che speculazioni e affermazioni discutibili siano fermate. Quando un genitore perde un figlio, non c'è dolore più grande. Perciò sto implorando le persone di rispettare la memoria del mio talentuoso figlio e provare compassione per la sua amorevole madre. Questa perdita straziante si farà sentire per il resto della nostra vita. Sage è stato il nostro primo figlio e il centro del nostro universo e sto chiedendo umilmente a tutti di lasciare in piena pace la memoria di mio figlio».
I funerali di Sage Stallone si svolsero il 21 luglio, in forma privata, nella chiesa cattolica Saint Martins of Tours a Los Angeles. Il 30 agosto 2012 i risultati dell'autopsia svelarono che il giovane morì per arresto cardiaco causato da una aterosclerosi: completamente assenti tracce di droga, fu rilevata una piccola quantità di antidolorifico che però non sarebbe bastata ad ucciderlo.
Sage Stallone è sepolto nel Westwood Memorial Park a Los Angeles, California.

## Vita privata
- Era soprannominato Stoney.
- Il 1º maggio 2007 si sposò con Starlin Wright, ma il matrimonio venne annullato nel marzo 2008.
- Possedeva il famoso obiettivo Carl Zeiss Planar 50mm f/0.7 di Stanley Kubrick, che fu costruito per le scene del film Barry Lyndon (1975), dove non furono usate luci artificiali.

## Filmografia

### Attore
- Rocky V, regia di John G. Avildsen (1990)
- The Evil Inside Me, regia di Tim Everitt (1993)
- Daylight - Trappola nel tunnel, regia di Rob Cohen (1996)
- American Hero, regia di Jeff Burr (1997)
- Reflections of Evil, regia di Damon Packard (2002)
- Chaos, regia di David DeFalco (2005)
- Vic, regia di Sage Stallone (2006) - cortometraggio
- Moscow Zero, regia di María Lidón (2006)
- Oliviero Rising, regia di Riki Roseo (2007)
- Promises Written in Water, regia di Vincent Gallo (2010)
- The Agent, regia di Vincent Gallo (2010) - cortometraggio

### Regista
- Alan Yates Uncovered (2005) - documentario
- Vic (2006) - cortometraggio

### Doppiatore
- The Manson Family regia di Jim Van Bebber (1997)

## Riconoscimenti
- 1991 – Young Artist Awards
  - Candidatura per il miglior attore non protagonista per Rocky V
- 2006 – Boston Film Festival
  - Miglior cineasta esordiente per Vic